# Tangaroa (geslacht)
Tangaroa is een geslacht van spinnen uit de  familie van de wielwebkaardespinnen (Uloboridae).

## Soorten
- Tangaroa beattyi Opell, 1983
- Tangaroa dissimilis (Berland, 1924)
- Tangaroa tahitiensis (Berland, 1934)